# 白彦花镇
白彦花镇，是中华人民共和国内蒙古自治区巴彦淖尔市乌拉特前旗下辖的一个乡镇级行政单位。

## 行政区划
白彦花镇下辖以下地区：
乌日图高勒嘎查、乌宝力格嘎查、阿贵高勒嘎查、达日盖嘎查、塔汗其嘎查、呼和布拉格嘎查、点布斯格嘎查、太英格嘎查、查干哈达嘎查和和顺庄村。